# Pollismolen
De Pollismolen (ook: Wayenberghmolen of Scheelenmolen) is een onderslag watermolen op de Wijshagerbeek (of Eetsevelderbeek) te Opitter. De molen is gelegen aan Molenstraat in het natuurgebied Itterdal.
Oorspronkelijk werd ook het water van de Itterbeek via bedijking naar de molen geleid. De molen lag namelijk niet op het laagste punt van de vallei, waar de bodem vermoedelijk te drassig was. Daarom werd het water van de Itterbeek naar de Wijshagerbeek geleid, waarna de oude bedding werd afgedamd. Toen de molen werd stopgezet werd de dam niet meer onderhouden en hernam  de Itterbeek weer zijn oorspronkelijke bedding.
De Pollismolen werd in de 11e eeuw voor het eerst vermeld. Het werd toen een banmolen van het kapittel van de Sint-Bartholomeüskerk te Luik, aan welk kapittel de heerlijkheid Bree met al haar rechten werd geschonken in 1078. Er was een conflict met de Ghen-Aamolen te Beek, een banmolen van de Graaf van Loon, die druk op de boeren uitoefende om aldaar het graan te laten malen. Dit geschil werd uiteindelijk in 1316 bijgelegd.
De naam Wayenberghmolen komt van een oude familie, reeds vermeld in de 12e eeuw. De naam Scheelenmolen kwam in zwang in 1502, toen ene Jan Schelen als molenaar fungeerde. Een opmerkelijke molenaar was Pieter-Jan Domen, die in 1891 aantrad. Deze was in dienst geweest bij de Pauselijke zoeaven. Rampen bleven hem niet bespaard. Zijn vrouw stierf op 41-jarige leeftijd bij de geboorte van hun 13e kind, terwijl hun 4-jarige dochter al eerder door het molenrad gegrepen en verdronken was.

## Toeristische trekpleister
In 1830 was de molen nog van hout en leem. Later werd er een stenen molen gebouwd. In 1961 werd de molen stilgelegd en in 1970 is het molenrad door kinderen in brand gestoken. In 1981 werd de molen gekocht door de gemeente Bree en ingericht als vakantie-oord. Er volgde een uitvoerige restauratie, waarbij de molen weer in maalvaardige toestand werd gebracht.
In 1994 verkreeg de molen, met haar omgeving, een beschermde status. In een van de nabij gelegen gebouwen kwam in 2010 een restaurant met feestzalen en een hotel. De molen maalt, ten behoeve van het restaurant, boekweit en in het café is een oude bakoven. Behalve het molenmuseum is er een bos- en pijpenmuseum opgezet. In de nabije omgeving is een biotuin en een bosleerpad. Vanuit de molen starten diverse wandelingen door de Itterbeekvallei die het Grenspark Kempen~Broek en het Nationaal Park Hoge Kempen doorkruisen.

## Galerij

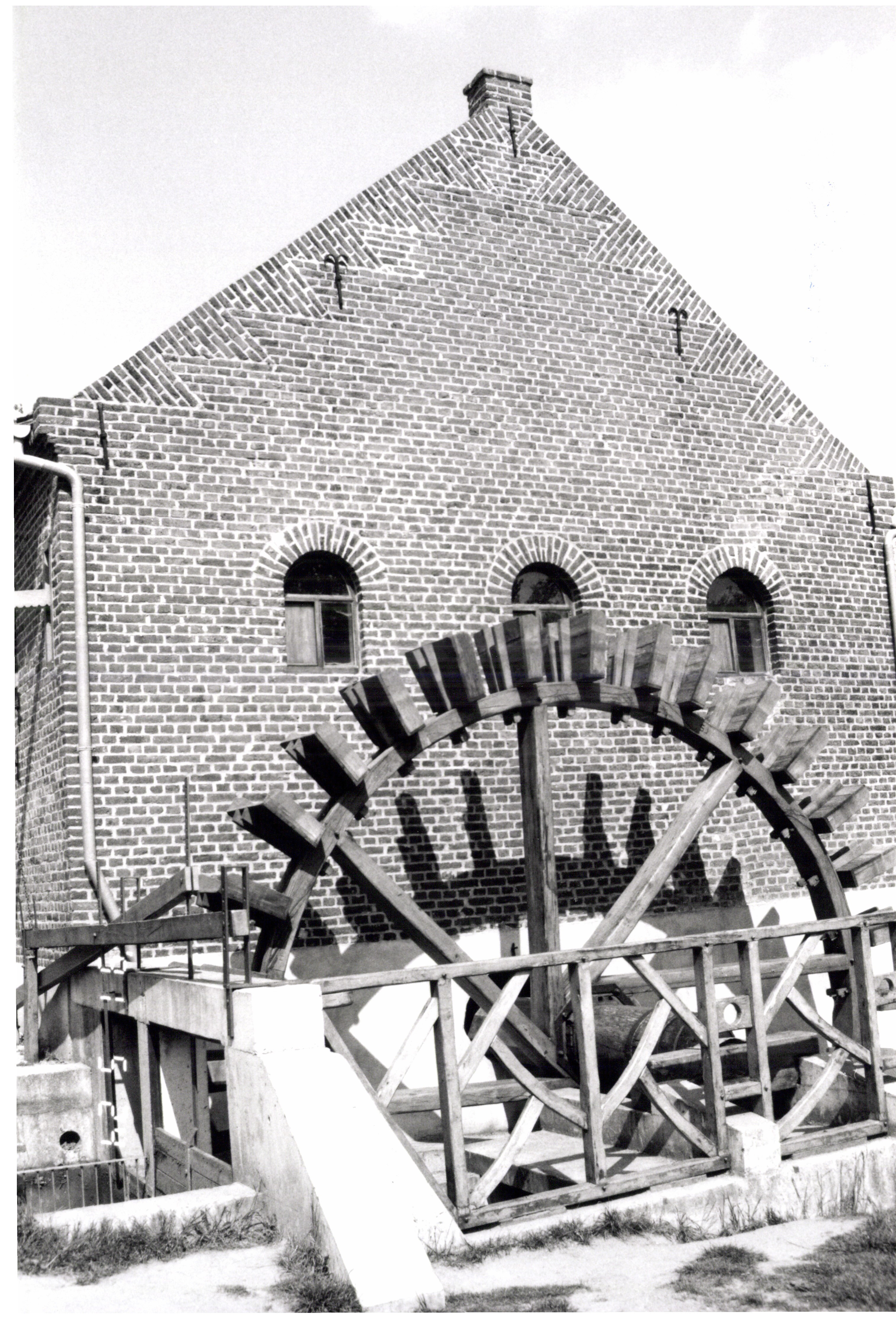
De Pollismolen in 1991
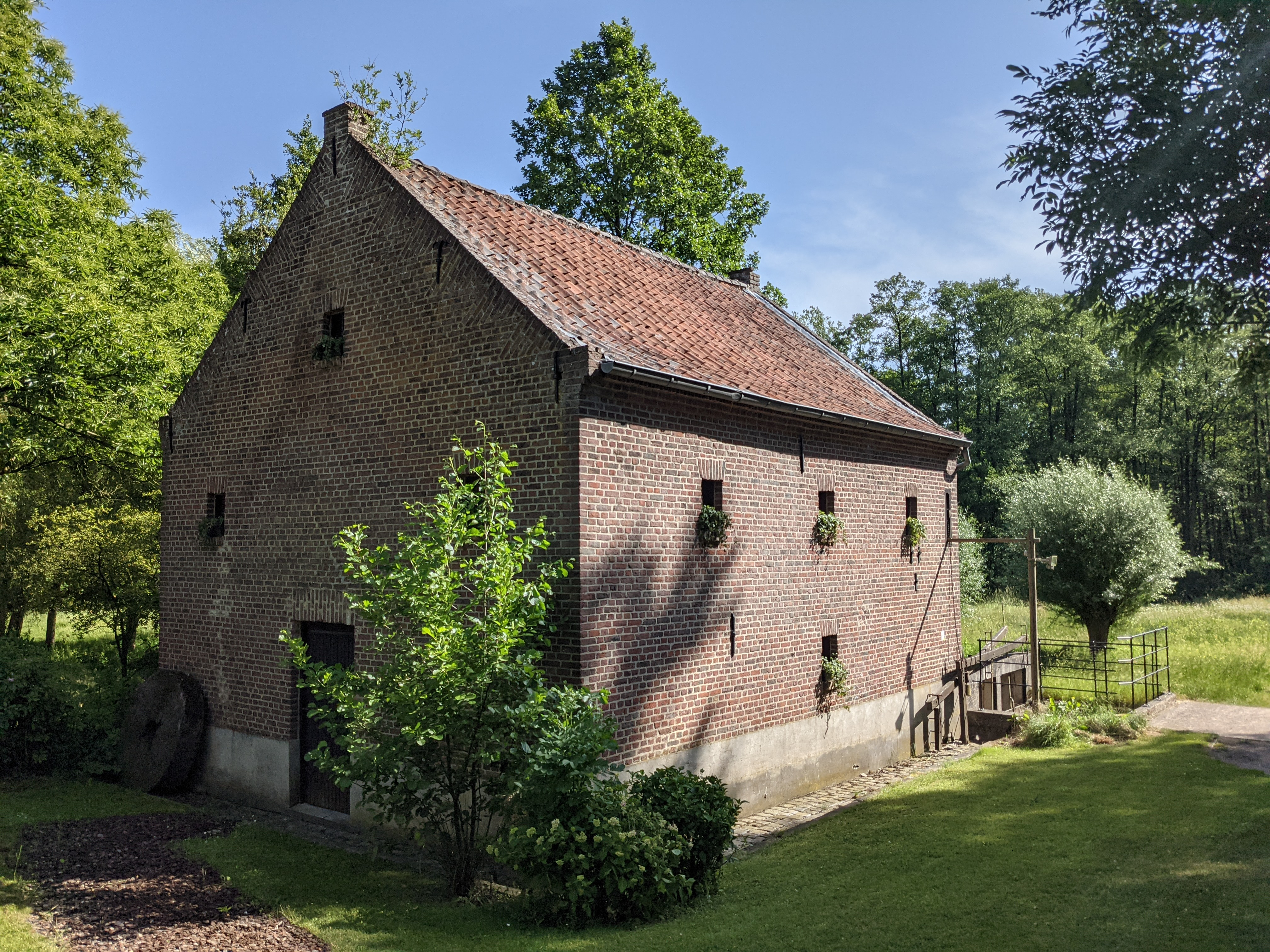
De Pollismolen
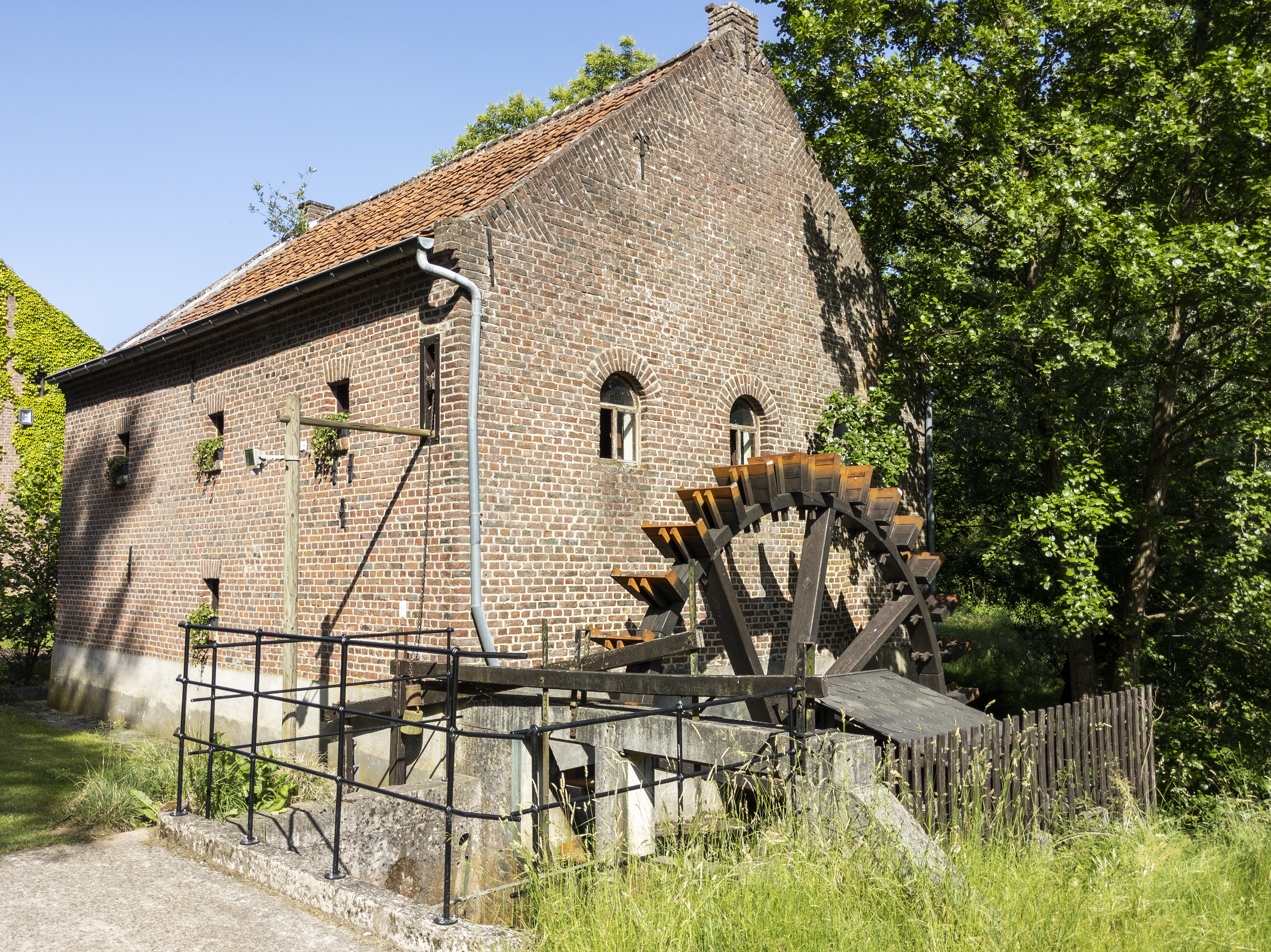
Het waterrad
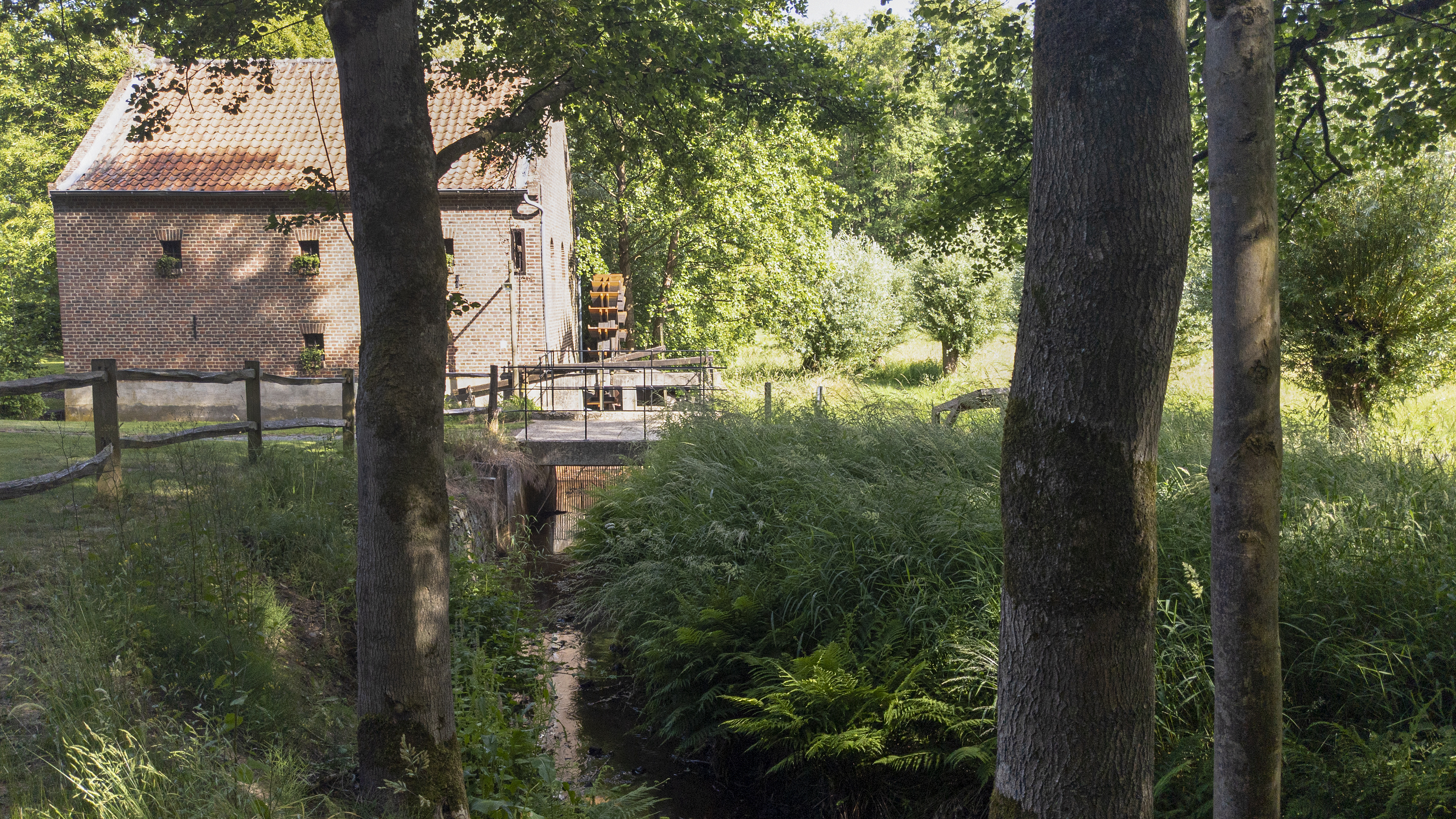
De Pollismolen op de Itterbeek